# Кылышбай, Гульбаршин Рашкеновна
Гульбаршин Рашкеновна Кылышбай (26.04.1959) — советская, казахская актриса

 театра и кино, Заслуженный деятель Казахстана (2012).

## Биография
Родилась 26 апреля 1959 года в Аккольском районе Акмолинской области.
С 1976 по 1978 год окончила театральную студию Академического драматического театра им. М. Ауэзова. С 1995 по 1998 год окончила Институт искусств им. Т. Жургенова (заочно).
С 1978 по 1979 годы была актрисой Казахского драматического театра в Талдыкоргане.
В 1979—1981 годах работала актрисой Академического казахского драматического театра имени М. Ауэзова.
С 1982 по 2003 годы работала актрисой в Шымкентском казахском драматическом театре имени Ж. Шанина.
С 2004 года работает актрисой Государственного академического казахского музыкально-драматического театра имени К. Куанышбаева.
Преподаёт в колледже Казахского национального университета искусств.

## Основные роли на сцене
1. К. Бекхожин «Ұлан асу» — Айтолкын
2. А. Абишев «Мади» — Келбет
3. Г. Мусрепов «Козы Корпеш — Баян Сулу» — Баян
4. Н. Островский «Молния» — Катерина
5. М. Ауэзов «Карагоз» — Моржан
6. М. Ауэзов «Каракыпшак Кобыланды» — Карлыга
7. Ч. Айтматов «Мать-Земля-Мать» — Алиман, Толганай
8. Ч. Айтматов «День длиннее века» — Айзада
9. С. Балгабаев «Самая красивая невеста» — Гульбаршин
10. В. Дельмар «Баянсыз бақ» — Анита
11. Ж. Мольер «Уловка Скапена» — Зербинетта
12. У. Шекспир «Ромео и Джульетта» — Леди Капулетти
13. Б. Узаков «Жандауа» — Мать
14. С. Тургунбекулы «Мукагали» — Лашин
15. А. Хасенов «Пай-пай, жас жұбайлар-ай» — Бану
16. Е. Жуасбек «Үйлену» — Мерек
17. Е. Жуасбек «Антивирус» — Зульфия
18. Г. Гаппарова, М. Гаппаров «Вечер кукол или ревнивых девушек» — Еркеайым
19. Э. Хушвактов «Красное яблоко» — бабушка
20. А. Тауасаров «На острове любви» — Айна
21. Б. Римова «Абай — Әйгерім» — Салтанат
22. Т. Джуденоглу «Лавина» — женщина
23. И. Сапарбаев «Ресторан» — Гульдана
24. А. Абишев «Всем, всем» — Асем
25. Ф. Онгарсынова «Даланың күйші Динасы» — Дина Нурпейисова
26. А. Айларов «Сүрінген сүрбойдақ» — Дзерасса
27. Халық ертегісі «Ер Төстік» — ертекші и др.

## Награды и звания
1. Заслуженный деятель Казахстана (2012)
2. Медаль «За трудовое отличие» (Казахстан) (2004)